# Llanars
Llanars – gmina w Hiszpanii, w prowincji Girona, w Katalonii, o powierzchni 24,4 km². W 2011 roku gmina liczyła 534 mieszkańców.